# Riet Wieland Los
Maria Adriana Johanna (Riet) Wieland Los (Tilburg, 2 maart 1923 – Den Haag, 5 september 1989) was een Nederlands actrice die vooral actief was op het toneel.

## Toneelcarrière
Wieland Los belandde na de Mulo te hebben doorlopen bij het amateurtoneel. Vanaf 1941 was ze beroepsactrice in voornamelijk toneelstukken voor kinderen. Na de Tweede Wereldoorlog was ze verbonden aan de Residentiespelers. Ze trouwde met collega Paul Meijer en kreeg kinderen, waarna haar carrière op een laag pitje belandde. In 1958 maakte ze haar comeback en trad ze toe tot het Willem Goossens Volkstoneel. 

## Televisie
Wieland Los was niet alleen op het toneel actief, maar werkte tot in de jaren tachtig ook mee aan diverse televisie- en radioproducties. Zo speelde zij de hoofdrol in de kinderserie Vrouwtje Bezemsteel. Andere tv-producties waar zij in meespeelde waren Oebele (1968), De kleine waarheid (1970), Ti-Ta Tovenaar (1972), Q & Q (1974, 1976) en Duel in de diepte (1979).

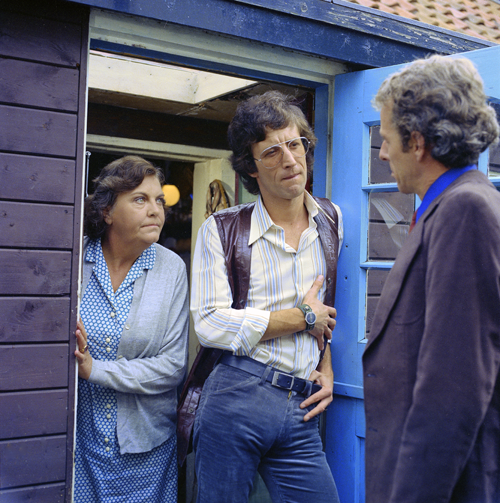
Riet Wieland Los met Cor van den Brink en Ferd Hugas in Q & Q

## Overlijden
Wieland Los overleed in september 1989 na een langdurige ziekte. Twee maanden later stierf ook haar echtgenoot. Ze was de moeder van acteur Con Meijer (1948-1998).